# Liste der Minister für Erdöl und Mineralien Osttimors

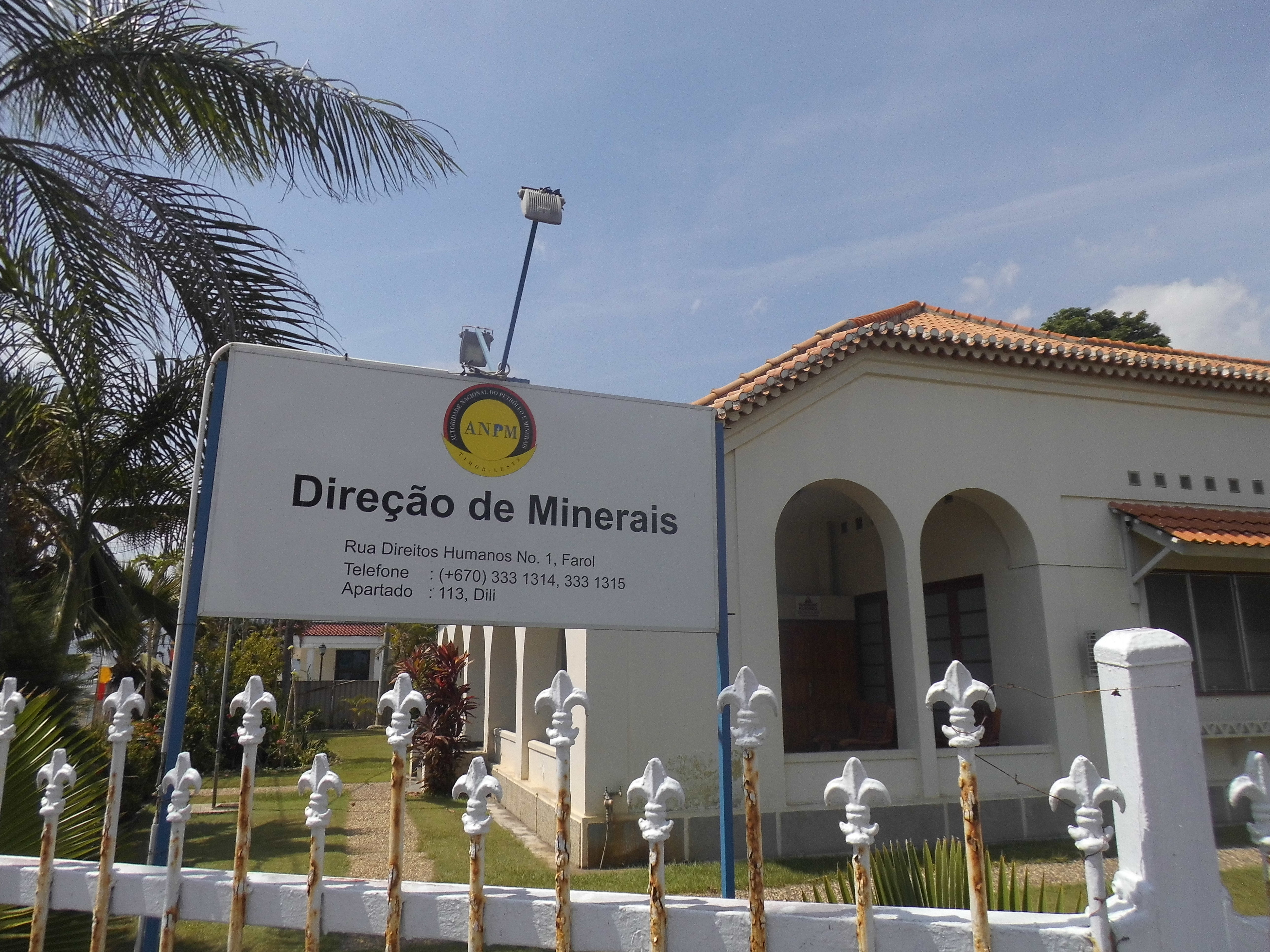
Ehemaliges Direktorat für Mineralien der ANPM

Dies ist eine Liste der Minister für Erdöl und Mineralien Osttimors seit der Ausrufung der Unabhängigkeit 1975. Zu dem Ressort fällt auch die Zuständigkeit für andere Bodenschätze. Zusätzlich werden die dem Ministerium für Erdöl und Mineralien zugeordneten Vizeminister und Staatssekretäre angegeben.

## Zuschnitt des Ressorts
In der II. Übergangsregierung Osttimors wurde mit einem Staatssekretär erstmals ein Amt speziell für die Verwaltung der Bodenschätze eingeführt. 2005 wurde mit dieser Position ein Minister betraut, nachdem das Ressort vom Wirtschaftsressort abgetrennt wurde. Ihnen unterstellt wurden Vizeminister und Staatssekretäre. In der VII. Regierung wurden die Zuständigkeiten für Erdöl und andere mineralische Ressourcen auf zwei Minister verteilt.

## Minister für Erdöl und Mineralien
| Minister für Erdöl und Mineralien Osttimors | |               |                           |               |           |
| Regierung                                   | Amt | Foto          | Name                      | Partei        | Amtszeit  |
| Regierung der FRETILIN/ Exilregierung       | nicht besetzt                                                                                              | nicht besetzt | nicht besetzt             | nicht besetzt | 1975      |
| I UNTAET                                    | nicht besetzt                                                                                              | nicht besetzt | nicht besetzt             | nicht besetzt | 2000–2001 |
| II UNTAET                                   | nicht besetzt                                                                                              | nicht besetzt | nicht besetzt             | nicht besetzt | 2001–2002 |
| I.                                          | Minister für Natürliche Ressourcen, Mineralien und Energiepolitik In Personalunion mit dem Premierminister |               | Marí Bin Amude Alkatiri   | FRETILIN      | 2005–2006 |
| II.                                         | Minister für Natürliche Ressourcen, Mineralien und Energie                                                 |               | José Teixeira             | FRETILIN      | 2006–2007 |
| III.                                        | Minister für Natürliche Ressourcen, Mineralien und Energie                                                 |               | José Teixeira             | FRETILIN      | 2007      |
| IV.                                         | Minister für Natürliche Ressourcen, Mineralien und Energie In Personalunion mit dem Premierminister        |               | Xanana Gusmão             | CNRT          | 2007–2012 |
| V.                                          | Minister für Erdöl und Natürliche Ressourcen                                                               |               | Alfredo Pires             | CNRT          | 2012–2015 |
| VI.                                         | Minister für Erdöl und Natürliche Ressourcen                                                               |               | Alfredo Pires             | CNRT          | 2015–2017 |
| VII.                                        | Staatsminister und Minister für mineralische Ressourcen                                                    |               | Mariano Sabino Lopes      | PD            | 2017–2018 |
| VII.                                        | Minister für Erdöl                                                                                         |               | Hernâni Coelho            | FRETILIN      | 2017–2018 |
| VIII.                                       | Minister für Erdöl und Mineralien (kommissarisch)                                                          |               | Ágio Pereira              | CNRT          | 2018–2020 |
| VIII.                                       | Minister für Erdöl und Mineralien MPM                                                                      |               | Vítor da Conceição Soares | FRETILIN      | 2020–2023 |
| IX.                                         | Minister für Erdöl und Mineralien MPM                                                                      |               | Francisco Monteiro        | CNRT          | seit 2023 |

## Vizeminister
| Vizeminister                          |                                                                       |               |               |               |           |
| Regierung                             | Amt                                                                   | Foto          | Name          | Partei        | Amtszeit  |
| Regierung der FRETILIN/ Exilregierung | nicht besetzt                                                         | nicht besetzt | nicht besetzt | nicht besetzt | 1975–2000 |
| I UNTAET                              | nicht besetzt                                                         | nicht besetzt | nicht besetzt | nicht besetzt | 2000–2001 |
| II UNTAET                             | nicht besetzt                                                         | nicht besetzt | nicht besetzt | nicht besetzt | 2001–2002 |
| I.                                    | Vizeminister für natürliche Ressourcen, Mineralien und Energiepolitik |               | José Teixeira | FRETILIN      | 2005–2006 |
| II.                                   | nicht besetzt                                                         | nicht besetzt | nicht besetzt | nicht besetzt | 2006–2007 |
| III.                                  | nicht besetzt                                                         | nicht besetzt | nicht besetzt | nicht besetzt | 2007      |
| IV.                                   | nicht besetzt                                                         | nicht besetzt | nicht besetzt | nicht besetzt | 2007–2012 |
| IV.                                   | nicht besetzt                                                         | nicht besetzt | nicht besetzt | nicht besetzt | 2007–2012 |
| V.                                    | nicht besetzt                                                         | nicht besetzt | nicht besetzt | nicht besetzt | 2012–2015 |
| VI.                                   | nicht besetzt                                                         | nicht besetzt | nicht besetzt | nicht besetzt | 2015–2017 |
| VII.                                  | nicht besetzt                                                         | nicht besetzt | nicht besetzt | nicht besetzt | 2017–2018 |
| VIII.                                 | nicht besetzt                                                         | nicht besetzt | nicht besetzt | nicht besetzt | 2018–2023 |
| IX.                                   | nicht besetzt                                                         | nicht besetzt | nicht besetzt | nicht besetzt | seit 2023 |

## Staatssekretäre
| Staatssekretäre                       |                                                         |               |                 |               |           |
| Regierung                             | Amt                                                     | Foto          | Name            | Partei        | Amtszeit  |
| Regierung der FRETILIN/ Exilregierung | nicht besetzt                                           | nicht besetzt | nicht besetzt   | nicht besetzt | 1975–2000 |
| I UNTAET                              | nicht besetzt                                           | nicht besetzt | nicht besetzt   | nicht besetzt | 2000–2001 |
| II UNTAET                             | Staatssekretär für Natürliche Ressourcen und Mineralien |               | Egídio de Jesus | FRETILIN      | 2001–2002 |
| I.                                    | nicht besetzt                                           | nicht besetzt | nicht besetzt   | nicht besetzt | 2002–2006 |
| II.                                   | nicht besetzt                                           | nicht besetzt | nicht besetzt   | nicht besetzt | 2006–2007 |
| IV.                                   | Staatssekretär für Natürliche Ressourcen                |               | Alfredo Pires   | CNRT          | 2007–2012 |
| V.                                    | nicht besetzt                                           | nicht besetzt | nicht besetzt   | nicht besetzt | 2012–2015 |
| VI.                                   | nicht besetzt                                           | nicht besetzt | nicht besetzt   | nicht besetzt | 2015–2017 |
| VII.                                  | nicht besetzt                                           | nicht besetzt | nicht besetzt   | nicht besetzt | 2017–2018 |
| VIII.                                 | nicht besetzt                                           | nicht besetzt | nicht besetzt   | nicht besetzt | 2018–2023 |
| IX.                                   | nicht besetzt                                           | nicht besetzt | nicht besetzt   | nicht besetzt | seit 2023 |

## Belege
Für Belege siehe Artikel zu den einzelnen Regierungen.